# Segriá
El Segriá (oficialmente en catalán Segrià) es una comarca española, situada en la provincia de Lérida, Cataluña. Su capital es la ciudad de Lérida. Se trata de la comarca más poblada de la provincia de Lérida y la tercera en extensión, con 1396,7 km² de superficie.
Limita con Aragón por el oeste, con la Noguera por el norte, con Urgel por el nordeste, con Las Garrigas por el este y con la Ribera de Ebro por el sur. Su capital es Lérida y los municipios más poblados son:  Lérida  con 138 956 habitantes,  Alcarrás con 9514 habitantes, Almacellas con 6791 habitantes y Alpicat con 6255 habitantes.

## Geografía

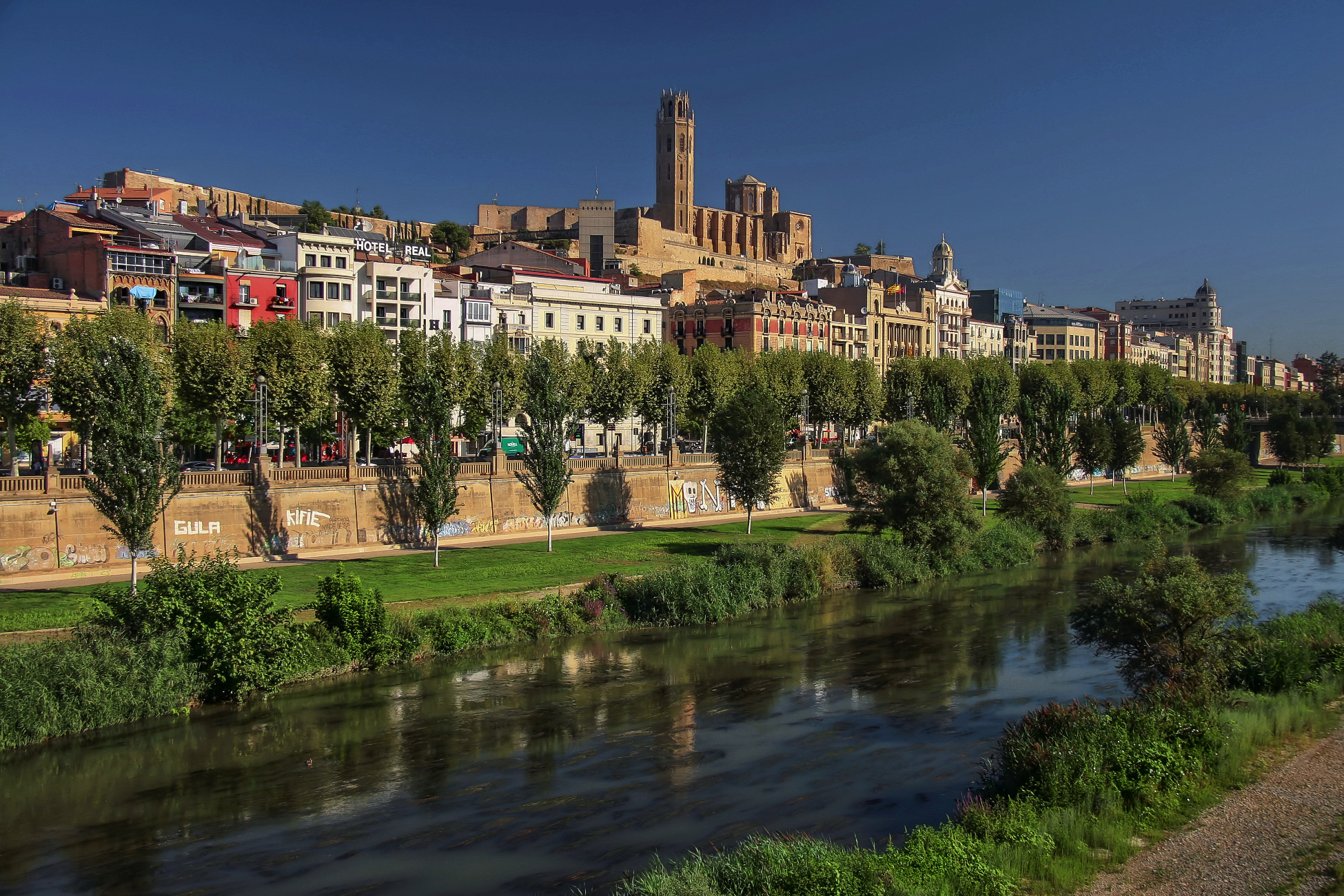
El río Segre a su paso por Lérida, la capital comarcal.

El Segriá estricto y núcleo central de la comarca es el territorio incluido entre la zona norte de la ciudad de Lérida y los límites del término de Alguaire, y entre el Noguerola y Noguera Ribagorzana.
El sector central está constituido por las llanuras aluviales del Segre. El Segre atraviesa la comarca de noreste a suroeste y ha formado una amplia llanura en su entorno. Topográficamente es una continuación del plan de Urgell, nombre que está tomado para designar una nueva comarca centrada en Mollerusa. La llanura del entorno del Segre es conocida como la plana de Lérida.
La llanura de Lérida es solo una parte del Segriá actual. La llanura del Segre que continúa hacia el norte ya está en la comarca de la Noguera. Hacia el sur la llanura se estrecha, hasta ser sólo una llanura estrecha y alargada a lo largo de las orillas del río. Los colinas y lomas son muy cercanos al curso del río. En el extremo suroeste está la confluencia del Segre con el Cinca, en el límite con Aragón. Este sector es conocido como el Bajo Segre.
Hacia el noreste, entre los ríos Segre, Noguera Ribagorzana y Cinca, hay un territorio llano con cerros bajos y sierras de escasa altitud. Ya no es la llanura aluvial que han formado estos ríos, sino un sector algo elevado que los pequeños cursos y torrentes han excavado barrancos y pequeños valles de fondo plano. Entre estas pequeñas valles hay colinas y cerros que testimonian antiguos niveles de los materiales sedimentarios. El nombre de Segrià era aplicado originariamente a este territorio.
Un relieve similar se encuentra en la esquina sureste, en el límite con Las Garrigas y la Ribera de Ebro. El territorio está constituido por numerosos cerros y sierras de escasa altitud, entre las que hay ríos y torrentes que casi siempre secos. Este sector recuerda mucho el paisaje de las Garrigues. De hecho es la continuación y algunos la llaman Segriá garriguense. Hacia el sur el relieve se hace más abrupto, debido a la proximidad del Ebro.

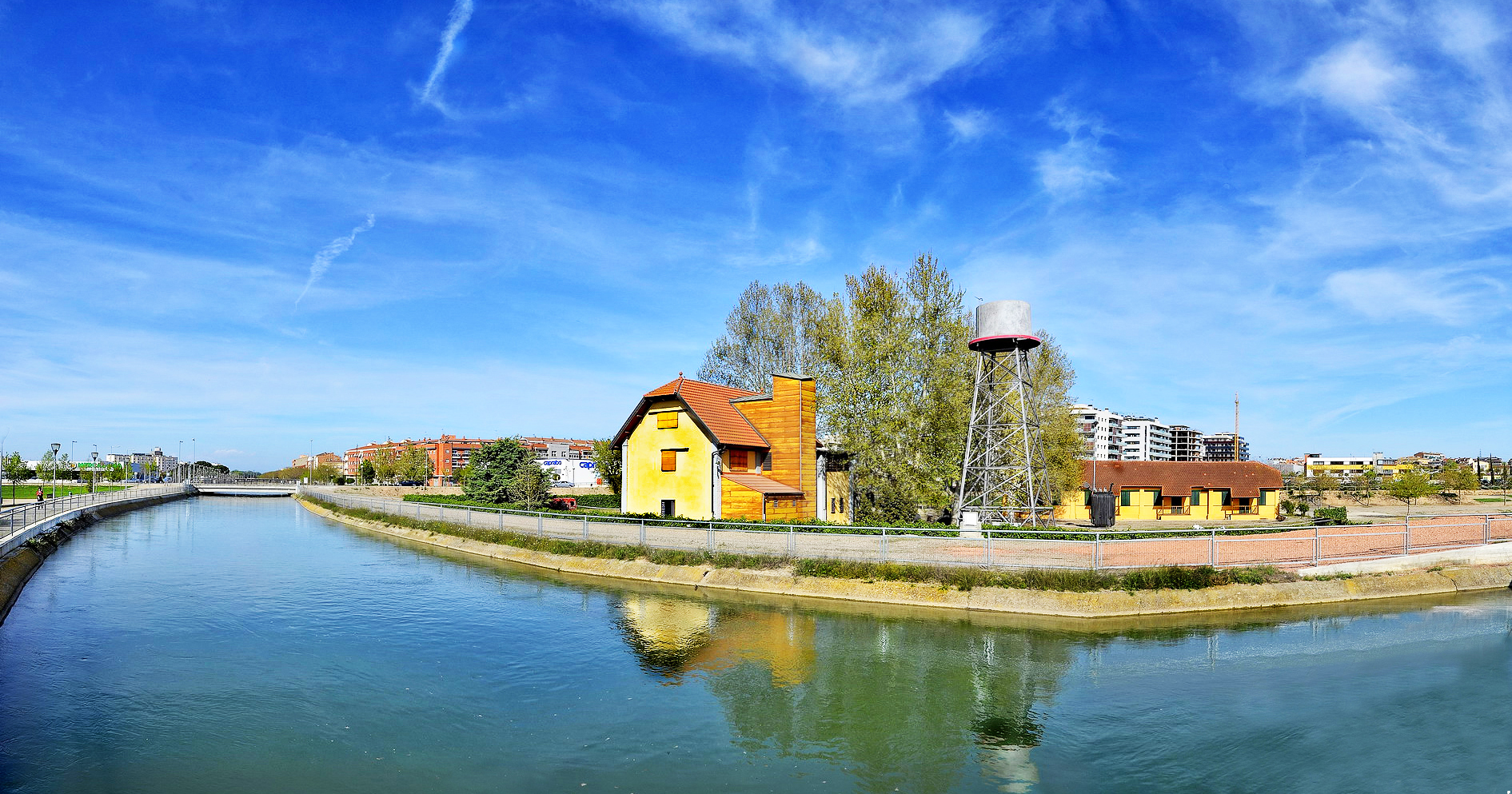
El Canal de Serós, en Lérida.

El Segriá aprobado en la división comarcal de 1932 y 1936, y que inicialmente estableció la Generalitat en 1987, comprendía también un sector de la Plana de Urgel. Con la creación, en 1988, de la nueva comarca de la Plana de Urgel, siete municipios de la antigua comarca del Segriá fueron incluidos en la nueva comarca. Bell Lloch, Fondarella, Golmés, Miralcamp, Mollerusa, Palau de Anglesola y Sidamon pasaron a formar parte de la Plana de Urgel. Con esta segregación el Segriá perdió uno de los territorios más activos demográficamente y económica de los últimos años.
La ley de modificación de la división comarcal de Cataluña de enero de 1990 modificó de nuevo el Segriá con la agregación de los municipios de Alfarrás y La Portella, hasta entonces pertenecientes a la Noguera.
El Segriá actual tiene una superficie de 1396,65 km² y una población de 209 768 habitantes. Es la comarca globalmente más poblada y más activa económicamente de la mitad occidental de Cataluña. Los diferentes paisajes naturales han acondicionado diferencias destacadas en el desarrollo económico de la comarca. El centro económico es sin duda la ciudad de Lérida, ciudad que tiene una influencia comercial y de servicios mucho más allá del Segriá, incluso en las tierras aragonesas más cercanas.
La agricultura ha sido la base de la economía del Segriá. El regadío, ya antiguo en las llanuras bajas del Segre, ha sido el factor principal en el crecimiento económico del último siglo. Junto a la agricultura ha crecido una ganadería muy tecnificada, que se ha extendido por todas las seis comarcas de poniente. Pero en Lérida también hay una actividad industrial notable. Además, Lérida se ha convertido en el centro de servicios y cultural más importante de las tierras de poniente.

### Clima

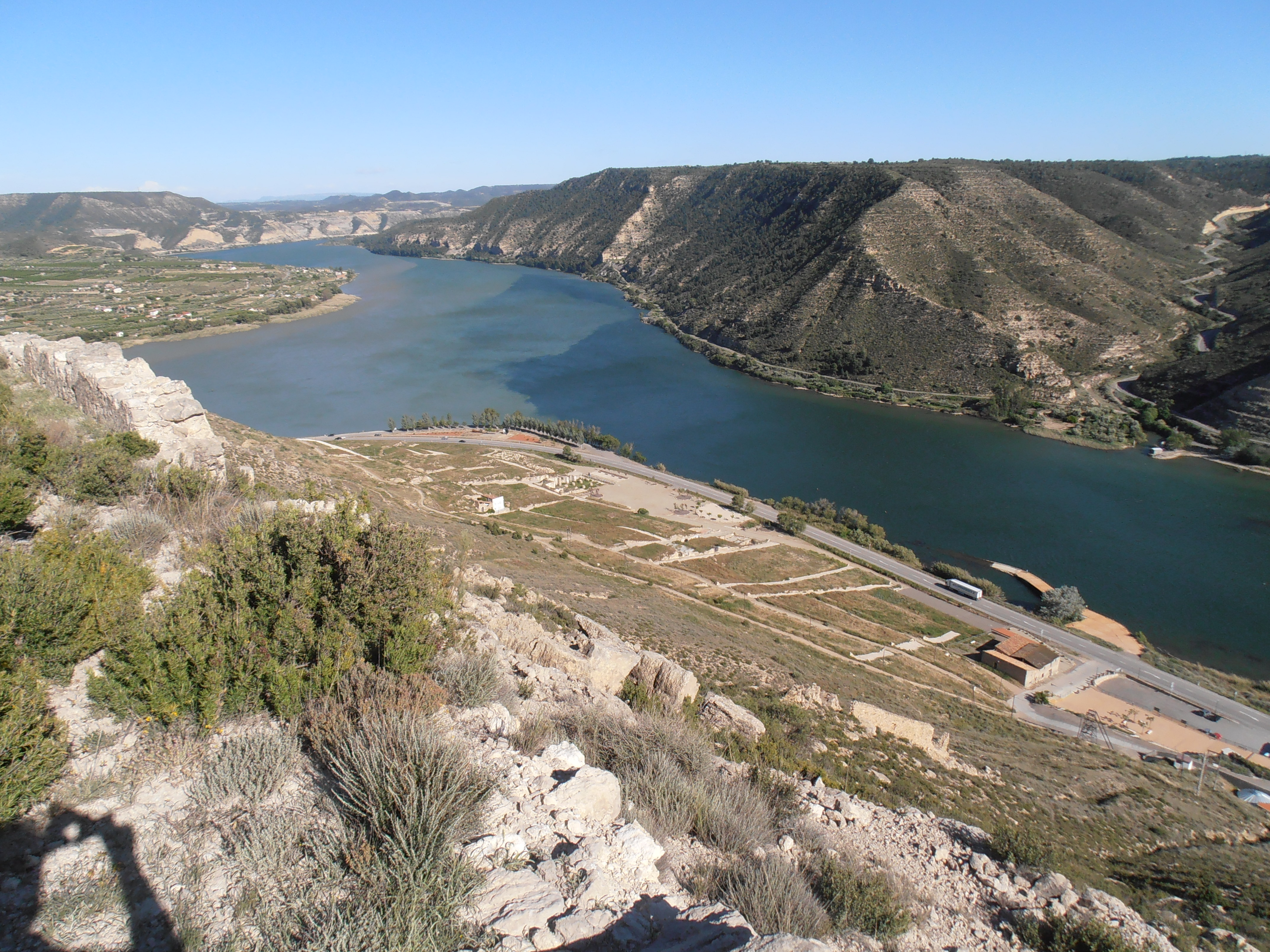
Aiguabarreig, lugar donde se unen los ríos Segre, Ebro y Cinca, entre la comarca catalana del Segriá y la comarca aragonesa del Bajo Cinca.

La escasa diferencia topográfica en el conjunto del territorio del Segriá y el predominio de relieves llanos hacen que el conjunto comarcal tenga un mismo tipo de clima. El clima del Segriá es mediterráneo con tendencia continental de monte bajo. La característica principal es el contraste térmico, tanto entre el día y la noche como entre el verano y el invierno. La oscilación térmica es elevada. Los inviernos son extremadamente fríos, con formación de nieblas, que pueden durar días seguidos. Los veranos, en cambio, son muy calurosos; de día hace mucho calor. Las precipitaciones son muy escasas e irregulares.
Las temperaturas medias anuales se sitúan casi en toda la comarca por encima del 14 °C. Es una temperatura elevada, que esconde fuerza la realidad térmica a lo largo del año. Es alta debido a las temperaturas veraniegas.
Las temperaturas medias mensuales de enero son entre 4 y 6 °C. Los valores más bajos se registran en el norte de la comarca. Las heladas son frecuentes e intensas. Las medias mensuales de julio se sitúan entre 24 y 26 °C. En el centro y sur del Segriá se obtienen las medias más altas de Cataluña. Esta fuerte oscilación se debe al aislamiento de estas tierras respecto a las comarcas litorales. La influencia marítima que suavizaría las temperaturas no llega al Segriá.
Las precipitaciones son muy escasas. Es también el lugar de Cataluña con precipitaciones menores, en especial en el sector suroeste de la comarca. Casi toda la comarca registra una media anual de precipitaciones por debajo de los 400 mm. Hacia el norte y este del Segriá la media supera ligeramente los 400 mm. La poca lluvia que cae se presenta de forma desigual a lo largo del año irregular. Hay temporadas que no cae ni una gota, o las precipitaciones son tan escasas que no tienen consecuencias para la vegetación natural, ni para los pozos, ni para los cultivos. Las estaciones más secas son el verano. La más lluviosa normalmente es la primavera, en especial durante el mes de mayo.

## Municipios
El Segriá ha sido desde mediados del siglo XVIII una comarca muy poblada. La ciudad de Lérida siempre ha tenido un papel importante. En la capital siempre ha vivido más de la tercera parte de la población total comarcal. Todos los datos disponibles, desde el siglo XIV, muestran esta tendencia. El perfil de la evolución según los censos modernos pone en evidencia el papel cada vez mayor de la ciudad de Lérida en el conjunto comarcal. Actualmente el 68% de la población censada en el Segriá lo está en el municipio.
Como otras comarcas, el crecimiento demográfico se inició de manera notable a lo largo del siglo XVIII. Parece que el Segriá triplicó su población durante este siglo. Antes de terminar el siglo el Segriá tenía cerca de 30 000 habitantes. Lérida supera los 10 000 y varios pueblos pasan del millar, como Torres de Segre, Serós, Aitona, Almenar y Alguaire. Se trata de localidades situadas cerca del río Segre o Noguera Ribagorzana y que pueden regar las llanuras cercanas a estos ríos mediante canales y acequias, sin tener que salvar grandes desniveles. Las obras del canal de Urgel aún quedaban lejos y los pueblos cercanos a la Plana de Urgel todavía vivían del secano. Ningún municipio de los que ahora constituyen la Plana de Urgel, y hasta hace poco del Segriá, pasaban de los 300 habitantes censados.
| Municipio                                     | Habitantes (2019) | Municipio                                                     | Habitantes (2019) |
| --------------------------------------------- | ----------------- | ------------------------------------------------------------- | ----------------- |
| Alamús (Els Alamús)                           | 773               | Albatarrech (Albatàrrec)                                      | 2221              |
| Alcanó                                        | 233               | Alcarrás (Alcarràs)                                           | 9514              |
| Alcoletge                                     | 3420              | Alfarrás (Alfarràs)                                           | 2797              |
| Alfés                                         | 301               | Alguaire                                                      | 2971              |
| Almacellas (Almacelles)                       | 6791              | Almatret                                                      | 307               |
| Almenar                                       | 3398              | Alpicat                                                       | 6255              |
| Artesa de Lérida (Artesa de Lleida)           | 1504              | Aspa                                                          | 207               |
| Aitona                                        | 2591              | Benavent de Lérida (Benavent de Segrià)                       | 1499              |
| Corbíns (Corbins)                             | 1444              | Gimenells y El Pla de la Font (Gimenells i el Pla de la Font) | 1111              |
| Granja de Escarpe (La Granja d'Escar)         | 931               | Llardecáns (Llardecans)                                       | 429               |
| Lérida (Lleida)                               | 138 956           | Mayals (Maials)                                               | 920               |
| Masalcorreig (Massalcoreig)                   | 598               | Montoliu (Montoliu de Lleida)                                 | 489               |
| Portella (la Portella)                        | 727               | Puigvert de Lérida (Puigverd de Lleida)                       | 1355              |
| Roselló (Rosselló)                            | 3145              | Sarroca                                                       | 357               |
| Serós (Seròs)                                 | 1922              | Soses                                                         | 1763              |
| Sudanell                                      | 853               | Suñé (Sunyer)                                                 | 352               |
| Torrebeses (Torrebesses)                      | 282               | Torrefarrera                                                  | 4605              |
| Torres de Segre                               | 2277              | Torreserona (Torre-serona)                                    | 383               |
| Villanueva de la Barca (Vilanova de la Barca) | 1036              | Vilanova de Segriá (Vilanova de Segrià)                       | 977               |